# Bostrychia (algue)
Cet article concerne le genre d'algues rouges. Pour le genre d'oiseaux, voir Bostrychia (oiseau).
Genre
Bostrychia est un genre d'algues rouges, de la famille des  Rhodomelaceae. 

## Liste d'espèces
Selon AlgaeBase (6 mai 2012) :
- Bostrychia E.M. Fries (Sans vérification)
- Bostrychia acicarpa J.Agardh (Sans vérification)
- Bostrychia adhaerens Reinsch (Sans vérification)
- Bostrychia amphibia Montagne (Sans vérification)
- Bostrychia arbuscula Harvey
- Bostrychia bipinnata Harvey ex J.Agardh (Statut incertain)
- Bostrychia bispora J.West & G.Zuccarello (Statut incertain)
- Bostrychia bryophila Zanardini (Statut incertain)
- Bostrychia caespitula J.Agardh (Sans vérification)
- Bostrychia calliptera (Montagne) Montagne
- Bostrychia capensis Setchell (Sans vérification)
- Bostrychia capillacea P.L.Crouan & H.M.Crouan (Sans vérification)
- Bostrychia cornigera Montagne (Statut incertain)
- Bostrychia crassula Heydrich (Sans vérification)
- Bostrychia dasyiformis (P.L.Crouan & H.M.Crouan) P.L.Crouan & H.M.Crouan (Sans vérification)
- Bostrychia disticha J.Agardh (Statut incertain)
- Bostrychia elegans P.L.Crouan & H.M.Crouan (Sans vérification)
- Bostrychia exigua Setchell (Sans vérification)
- Bostrychia filicula Harvey (Sans vérification)
- Bostrychia flagellifera Post
- Bostrychia fulcrata Zanardini (Statut incertain)
- Bostrychia glomerata J.Agardh (Statut incertain)
- Bostrychia gracilis (R.J.King & Puttock) Zuccarello & J.A.West
- Bostrychia harveyi Montagne
- Bostrychia hongkongensis C.K.Tseng
- Bostrychia intricata (Bory de Saint-Vincent) Montagne
- Bostrychia jelineckii Grunow (Statut incertain)
- Bostrychia kaernbachii Grunow (Statut incertain)
- Bostrychia kelanensis Grunow
- Bostrychia kraussii Harvey (Sans vérification)
- Bostrychia laingii J.Agardh (Sans vérification)
- Bostrychia lauterbachii (Askenasy & Schmidle) Goebel (Sans vérification)
- Bostrychia lepida Montagne (Statut incertain)
- Bostrychia leprieurii Montagne (Sans vérification)
- Bostrychia leptoclada Montagne (Statut incertain)
- Bostrychia mamillosa Kützing (Statut incertain)
- Bostrychia monosiphonia Montagne (Statut incertain)
- Bostrychia montagnei Harvey
- Bostrychia moritziana (Sonder ex Kützing) J.Agardh
- Bostrychia multicornis (Montagne) J.Agardh (Sans vérification)
- Bostrychia nigrescens F.v.Mueller (Sans vérification)
- Bostrychia nigrescens F.v.Mueller (Statut incertain)
- Bostrychia pannosa J.Agardh (Statut incertain)
- Bostrychia pauperula Grunow (Statut incertain)
- Bostrychia pectinata (Kützing) Mazza (Statut incertain)
- Bostrychia periclados (C.Agardh) J.Agardh (Sans vérification)
- Bostrychia pilulifera Montagne
- Bostrychia radicans (Montagne) Montagne
- Bostrychia radicosa (Itono) J.A.West, G.C.Zuccarello & M.H.Hommersand
- Bostrychia scorpioides (Hudson) Montagne (espèce type)
- Bostrychia sertularia Montagne (Statut incertain)
- Bostrychia siliquis J.Agardh (Statut incertain)
- Bostrychia similis Reinbold (Sans vérification)
- Bostrychia simplicipila Zanardini (Sans vérification)
- Bostrychia simpliciuscula Harvey ex J.Agardh
- Bostrychia siphonoides "P.L.Crouan & H.M.Crouan" (Sans vérification)
- Bostrychia sonderiana Grunow (Statut incertain)
- Bostrychia tangatensis Post
- Bostrychia tenella (J.V.Lamouroux) J.Agardh
- Bostrychia vaga J.D.Hooker & Harvey
- Bostrychia vulgaris Haufe (Sans vérification)
- Bostrychia wardii W.H.Harvey ex J.Agardh (Statut incertain)

Selon ITIS (6 mai 2012) :
- Bostrychia binderi Harvey
- Bostrychia cuspidata (J. Agardh) De Toni
- Bostrychia hamana-tokidai
- Bostrychia kelanensis
- Bostrychia mixta
- Bostrychia moritziana
- Bostrychia radicans (Montagne) Montagne
- Bostrychia rivularis Harvey
- Bostrychia scorpioides (Hudson) Montagne
- Bostrychia tenella (Vahl) J. Agardh
- Bostrychia tenuis

Selon NCBI (6 mai 2012) :
- Bostrychia arbuscula
- Bostrychia bispora
- Bostrychia calliptera
- Bostrychia flagellifera
- Bostrychia gracilis
- Bostrychia harveyi
- Bostrychia intricata
- Bostrychia kelanensis
- Bostrychia montagnei
- Bostrychia moritziana
- Bostrychia pilulifera
- Bostrychia radicans
- Bostrychia radicosa
- Bostrychia scorpioides
- Bostrychia simpliciuscula
- Bostrychia tangatensis
- Bostrychia tenella
- Bostrychia tenuissima
- Bostrychia vaga